# Shadows House
Shadows House (japonês: シャドーハウス, Hepburn: Shadō Hausu) é uma série de mangá japonesa escrita e ilustrada pela dupla Somato. Ele tem sido serializado na revista de mangá seinen da Shueisha, Weekly Young Jump, desde setembro de 2018, com os capítulos coletados em vinte volumes tankōbon em julho de 2025. Uma adaptação de série de anime produzida pela CloverWorks foi ao ar de abril a julho de 2021. A segunda temporada foi ao ar de julho a setembro de 2022.

## Enredo
Em uma mansão grandiosa e sombria vivem os habitantes da Casa das Sombras, frequentados por seus parceiros Bonecas Vivas que limpam infinitamente a fuligem que seus mestres emitem. Emilico, uma jovem e alegre boneca viva, está encantada por começar a servir sua mestra Kate. À medida que as duas se aproximam, são lentamente expostas a vários eventos dentro da Casa, elas começam a descobrir uma série de segredos sombrios.

## Personagens

### Bonecas vivas
Bonecas Vivas são os servos das Sombras, com cada mestre das Sombras tendo sua própria Boneca. A Boneca e seu mestre têm uma silhueta idêntica e diferem apenas em sua presença (ou ausência) de um rosto e suas roupas. Os Bonecos Vivos são revelados como humanos que foram todos abduzidos de um lugar chamado Mirrorside Village ao lado da Casa das Sombras. Devido à produção de carvão da Casa das Sombras para a aldeia como fonte de energia, os aldeões sofrem uma lavagem cerebral para acreditar que deixar seus filhos trabalharem para a Casa é uma felicidade final. Todas as crianças da aldeia são treinadas pela escola para serem selecionadas pelo terceiro andar Sombras, com exceção de Emilico.
Emilico (エミリコ, Emiriko)
Dublado por: Yū Sasahara (japonês); Dani Chambers (Inglês); Amanda Tavares (Português Brasil)
Emilico é caracterizada por seu comportamento alegre, otimista e gentil, bem como sua tendência a tentar ajudar quem puder. Além de ser a Boneca Viva de Kate, ela é membro do Esquadrão de Limpeza 10 com Lou, Rosemary e Mia, e mais tarde se torna sua líder. Apesar de compartilharem personalidades muito diferentes, ela e Kate se dão muito bem. À medida que elas se aprofundam nos segredos da Casa das Sombras, ela começa a recuperar memórias de sua antiga vida como equilibrista em um circo itinerante, quando foi convidada a entrar na Casa por Shaun, Lou, Ricky e Rum.
Shaun (ショーン, Shōn)
Dublado por: Kōdai Sakai (japonês); Jordan Dash Cruz (Inglês); João Vieira (Português Brasil)
Um garoto inteligente e firme que é o boneco vivo de John. Embora inicialmente colocado sob os efeitos da lavagem cerebral usado pelo café, uma briga com John o traz de volta aos seus sentidos. Ele se torna o companheiro mais próximo de Emilico e Kate ao lado de seu mestre enquanto eles se rebelam contra a Casa das Sombras. Seu nome original é John, e ele costumava ser o mais velho de três irmãos e o chefe de sua classe em Mirrorside Village.
Lou (ルウ, Rū)
Dublado por: Ayane Sakura (japonês); Marisa Duran (Inglês); Gabriela Pellegrino (Português Brasil)
Uma menina tranquila, obediente e extremamente bonita que é a boneca viva de Louise. Embora retratada como apática na maior parte do tempo, Lou é muito determinada e decidida quando ela define sua mente para as coisas. Seu nome original é Louise.
Ricky (リッキー, Rikkī)
Dublado por: Reiji Kawashima (japonês); Adam McArthur (Inglês); Rafael Quelle (Português Brasil)
O boneco vivo de Patrick que é inicialmente retratado como sendo tão arrogante e orgulhoso quanto seu mestre, mas à medida que ele se aproxima para o resto da classe de debutantes mostra uma personalidade mais sensível e gentil. Mais tarde, ele se encanta com Lou. Seu nome original é Patrick.
Rum (ラム, Ramu)
Dublado por: Shino Shimoji (japonês); Risa Mei (Inglês); Beta Cinalli (Português Brasil)
Uma tímida e reservada Boneca Viva que raramente conversa com ninguém, até mesmo com sua mestra Shirley. Depois de falhar na estreia, Rum é aparentemente destruída como uma ferramenta defeituosa, mais tarde especulado ter sido transformado em uma boneca velada. Ela é revelada por ter mantido seu senso de si mesma, graças a Shirley, e se torna uma informante para a rebelião de Kate. Seu nome original é Shirley.

### Sombras
Kate Mirror (ケイト・ミラー, Keito Miraā)
Dublado por: Akari Kitō (japonês); Emi Lo (Inglês); Lina Mendes e Luiza Caspary (Português Brasil)
A Sombra de Emilico. Sua inteligência e comportamento calmo a tornam uma especialista em resolver problemas e manter a cabeça clara em situações difíceis, efetivamente o oposto da personalidade mais franca e ingênua de Emilico. Embora um pouco distante no início, Kate rapidamente se apega a Emilico, aproveitando o tempo que passaram juntos. Ela imediatamente se encarrega de quebrar a lavagem cerebral de Emilico, e usa seus poderes de fuligem para salvá-la em várias ocasiões. Desconfiada sobre a Casa das Sombras e sua hierarquia, Kate lentamente ganha aliados com Emilico para organizar uma rebelião contra a mansão. Kate é revelada como filha de Lady Catherine, uma nobre humana que já viveu na Casa dos Espelhos e posteriormente se tornou uma Sombra. Sua habilidade de fuligem permite que ela mova objetos à distância.
John (ジョン, Jon)
Dublado por: Kōdai Sakai (japonês); Jordan Dash Cruz (Inglês); João Vieira (Português Brasil)
A Sombra de Shaun. Ao contrário de Shaun, John é de espírito livre e honesto, preferindo mergulhar de cabeça em um problema sem pensamentos prévios. Ele se apaixona por Kate à primeira vista e começa a pedi-la em casamento. Como Kate e Emilico, ele e Shaun se dão muito bem e se cuidam muito. Sua habilidade de fuligem é coletar uma enorme quantidade de fuligem em seu punho e lançá-la. Ele é capaz de destruir objetos tão duros quanto uma pedra gigante a curta distância, mas sua habilidade fica progressivamente mais fraca à medida que avança.
Louise (ルイーズ, Ruīzu)
Dublado por: Ayane Sakura (japonês); Marisa Duran (Inglês); Gabriela Pellegrino (Português Brasil)
A Sombra de Lou. Ela tem uma personalidade aberta, avoada e narcisista, tornando-a muito apaixonada por Lou por seu rosto. Embora egoísta e inicialmente aparentemente despreocupada com Lou, ela começa a apreciar as qualidades humanas de Lou e cuidar de seu bem-estar. Sua capacidade de fuligem permite que ela controle os outros se sua fuligem for consumida.
Patrick (パトリック, Patorikku)
Dublado por: Reiji Kawashima (japonês); Adam McArthur (Inglês); Rafael Quelle (Português Brasil)
A Sombra de Ricky. Como seu Boneco Vivo, ele é orgulhoso, arrogante e sempre tenta criar um ar de nobreza em torno de si mesmo, mas secretamente gentil e sensível. Incomum para uma Sombra, Patrick depende muito de Ricky para tomar decisões e como se apresentar. Devido aos seus fracos poderes de fuligem em comparação com o resto da classe de debutantes, ele fica muito inseguro sobre si mesmo. Ele se apaixona por Emilico devido à sua gentileza durante a estreia.
Shirley (シャーリー, Shārī)
Dublado por: Shino Shimoji (japonês); Risa Mei (Inglês); Beta Cinalli (Português Brasil)
A Sombra do Rum. Silenciosa e aparentemente sem personalidade, Shirley não era capaz de imitar totalmente Rum devido a ela ser introvertida. Ela é a única a falhar a estreia e aparentemente morre, mas na verdade reverte para sua forma morfológica. Como uma morfo, ela tem sido capaz de se esgueirar pela casa e coletar informações sobre a verdade sobre as Sombras. Sua habilidade de fuligem é mudar de forma em objetos e seres ao redor de seu tamanho. Quando ela se transforma em uma fita e envolve o dedo de Rum, eles são capazes de se comunicar por meio de pensamentos.

### Adultos
Os adultos da Casa das Sombras são seus mestres e vivem separados das crianças e suas Bonecas Vivas na ala dos adultos, também conhecida como ala do bisavô. Eles consistem em todos aqueles que passaram pela estreia e passaram pela unificação com sua Boneca Viva, criando uma "existência perfeita" de uma Sombra com o rosto de sua Boneca. Os membros da ala de adultos são organizados por posto em três andares diferentes, com aqueles no terceiro andar podendo viver ao lado do bisavô e, portanto, possuir a mais alta autoridade.
Edward (エドワード, Edowādo)
Dublado por: Wataru Hatano (japonês); Christopher Corey Smith (Inglês); Tiaggo Guimarães (Português Brasil)
O mais novo cuidador da ala infantil e integrante do segundo andar. Ele foi apresentado pela primeira vez como o juiz de Kate e sua classe de estreia. Desconfiado e altamente perigoso, ele acredita que Kate é uma anarquista tentando destruir a casa. Seu objetivo é avançar para o terceiro andar para que ele possa estar mais perto do bisavô. Sua habilidade de fuligem é manipular o som e vibrar o ar usando fuligem.
Aileen (アイリーン, Airiin)
Dublado por: Yui Horie (japonês); Natália Ruggiero (Português Brasil)
Uma membra do segundo andar. Ela e Gerald cooperam com Edward na montagem da debutante e avançam para o terceiro andar. Sua habilidade de fuligem é criar corvos a partir de fuligem que podem ser usados para entregar mensagens.
Gerald (ジェラルド, Jerarudo)
Dublado por: Takeo Ōtsuka (japonês); Demétrios Augustus (Português Brasil)
Um membro do segundo andar. Ele e Aileen cooperam com Edward na montagem da debutante e avançam para o terceiro andar.

## Mídia

### Mangá
Shadows House, escrito e ilustrado pela dupla Somato (especificamente, escrito e projetado por Nori e ilustrado por Hisshi), começou na revista de mangá seinen da Shueisha, Weekly Young Jump, em 6 de setembro de 2018. A Shueisha compilou seus capítulos em volumes tankōbon individuais. O primeiro volume foi lançado em 18 de janeiro de 2019. Em 17 de julho de 2025, vinte volumes foram lançados. O mangá foi licenciado para lançamento em inglês na América do Norte pela Yen Press.

### Anime
Em outubro de 2020, uma adaptação para anime foi anunciada na capa do sexto volume do mangá. O Anime é animado pela CloverWorks e dirigida por Kazuki Ōhashi, com roteiros escritos por Toshiya Ōno, design de personagens por Chizuko Kusakabe e música composta por Kenichiro Suehiro.Foi ao ar de 11 de abril a 4 de julho de 2021, no Tokyo MX e outros canais. A música tema de encerramento, "Nai Nai", é interpretada por ReoNa. A Funimation licenciou a série fora da Ásia.  Após a aquisição da Crunchyroll pela Sony, a série foi transferida para a Crunchyroll. No Sudeste Asiático, a série é licenciada pela Muse Communication e transmitida pela Bilibili.  A empresa mais tarde licenciou o anime para a Animax Asia para transmissão de TV na região.
Em 11 de setembro de 2021, foi anunciado durante uma transmissão ao vivo que uma segunda temporada recebeu sinal verde. O elenco principal e a equipe reprisaram seus papéis. Foi ao ar de 9 de julho a 24 de setembro de 2022.  A música tema de abertura é "Shall We Dance?" de ReoNa, enquanto a música tema de encerramento é "Masquerade" de ClariS.